# ییرژی پروخازکا
ییرژی پروخازکا (چکی: Jiří Procházka؛ زادهٔ ۱۴ اکتبر ۱۹۹۲) ورزشکار هنرهای رزمی ترکیبی اهل جمهوری چک است. وی پیشتر کمربند قهرمانی دسته نیمه‌سنگین‌وزن سازمان یواف‌سی را در اختیار داشت.
او در حال حاضر در بخش نیمه‌سنگین وزن سازمان یواف‌سی رقابت می‌کند، جایی که او قهرمان سابق نیمه‌سنگین وزن یواف‌سی و اولین مبارز اهل چک است که قهرمانی یواف‌سی را به دست آورده است. او اولین قهرمان نیمه‌سنگین وزن فدراسیون مبارزه رایزین و اولین قهرمان نیمه‌سنگین وزن مسابقات قهرمانی مبارزه گلادیاتورها بود. در تاریخ ۲۹ اکتبر ۲۰۲۴، او در رتبه‌بندی نیمه‌سنگین وزن یواف‌سی نفر دوم است.